# On'yomi (tiếng Nhật)
On'yomi (Tiếng Nhật (音読み/ おんよみ On'yomi) là cách đọc chữ Hán (Kanji) dựa trên phát âm của tiếng Trung Quốc (nên còn gọi là âm Hán-Nhật) để phân biệt với cách phát âm thuần Nhật ( âm Hán Nhật (On’yomi) và âm thuần Nhật (訓読み - Kun’yomi).

## Phân loại
Các chữ Hán được nhập vào tiếng Nhật tại các giai đoạn và khu khác nhau dẫn đến có các kiểu âm đọc khác nhau:
- Ko'on (古音) - Âm cổ là cách đọc chữ Hán du nhập vào tiếng Nhật trước giai đoạn âm Ngô.
- Go'on (吳音) - Âm Ngô là cách đọc chữ Hán du nhập vào tiếng Nhật giai đoạn thế kỷ V-VI, dựa trên phát âm của vùng "Ngô" tức khu vực Giang Nam Dương Tử, khi hệ thống chữ viết Trung Quốc được du nhập vào cùng với Phật giáo.[2]
- Kan'on (漢音) - Âm Hán là cách đọc chữ Hán du nhập vào tiếng Nhật giai đoạn thế kỷ VII-VIII. Đây là cách phát âm gần giống với cách phát âm đương thời của Tràng An (thủ đô nhà Đường)
- Tō'on (唐音) - Âm Đường là cách đọc chữ Hán du nhập vào tiếng Nhật giai đoạn nhà Tống. Ngoài ra còn có sō'on" (宋音, âm Tống - tương ứng giai đoạn Nam Tống đến đầu thời Nguyên). Kết hợp âm đọc giai đoạn này là tōsō'on" (唐宋音 - âm Đường-Tống). Những cách phát âm này gần với cách phát âm của tiếng Trung Quốc hiện đại

Trong tiếng Nhật, mỗi chữ Hán thường có từ 2 cách đọc On'yomi trở lên và có nhiều hơn 1 cách đọc Kun'yomi, do cách đọc Kun là sự dịch nghĩa của chữ Hán sang tiếng Nhật, và có nhiều trường nghĩa tùy thuộc vào nội dung hoặc từ loại mà chữ Hán đó được sử dụng. Ví dụ với chữ Hán “hành” (行), có 3 cách đọc On là: kou (cách đọc âm Ngô) trong “ryokou” (lữ hành - 旅行), gyou (cách đọc âm Hán) trong “shugyou” (chấp hành - 修行) và an (cách đọc âm Tống) trong “andon” (hành đăng - 行燈). Chữ “hành” cũng có tới 3 cách đọc Kun là: iku (đi, nghĩa thông thường (行きます), yuku (đi, nghĩa bóng; VD: bước trên đường đời...), okonau (tổ chức - 行う).
Dướng đây minh họa âm đọc một số Kanji theo âm Ngô, Hán và Đường.
| Chữ Hán 漢字 | Âm Ngô 吳音   | Âm Hán 漢音    | Âm Đường 唐音 |
| ------------ | ------------- | -------------- | ------------- |
| 和           | わ (wa)       | くゎ (kwa)     | を (wo)       |
| 外           | ぐゑ (gwe)    | ぐゎい (gwai)  | うい (ui)     |
| 子           | し (si)       | し (si)        | す (su)       |
| 脚           | かく (kaku)   | きゃく (kyaku) | きゃ (kya)    |
| 暖           | なん (nan)    | だん (dan)     | のん (non)    |
| 行           | ぎゃう (gyau) | かう (kau)     | あん (an)     |
| 京           | きゃう (kyau) | けい (kei)     | きん (kin)    |
| 明           | みゃう (myau) | めい (mei)     | みん (min)    |

## Lựa chọn cách đọc giữa On’yomi và Kun’yomi
Khi các chữ Kanji đi cùng nhau thường đọc bằng On’yomi Ví dụ 先生 せんせい (Tiên sinh - thầy giáo), 地下鉄 ちかてつ (Địa hạ thiết - tàu điện ngầm). Tuy nhiên một số từ ghép liên quan đến tự nhiên, phương hướng được đọc bằng Kun’yomi ví dụ 朝日 あさひ, 南口 みなみぐち
Khi chữ Kanji có phần chữ hiragana đi kèm thường được đọc bằng kun'yomi. Phần đi kèm này được gọi là okurigana 送り仮名おく がな, đa số là tính từ và động từ, nhưng cũng có khi là danh từ (không có phần okurigana) được đọc bằng kun'yomi. Các trường hợp này thường là danh từ và chiếm phần lớn các từ ngữ cơ bản mà người mới bắt đầu thường học. Ví dụ 人 đơn lẻ được đọc là ひと, khi ghép từ đọc là じん (ví dụ 人類 じんるい - Nhân loại). Tuy nhiên vẫn có nhiều ngoại lệ khi mà chữ Kanji đơn lẻ được đọc bằng On’yomi như các chữ số hay 本 ほん (Bản) , 天 てん (Thiên)